# تشارلي كاردونا
تشارلي كاردونا (بالإسبانية: Charlie Cardona)‏ هو مغني كولومبي، ولد في 1967.

## وصلات خارجية
- تشارلي كاردونا على موقع ميوزك برينز (الإنجليزية)
- تشارلي كاردونا على موقع أول ميوزيك (الإنجليزية)
- تشارلي كاردونا على موقع ديسكوغز (الإنجليزية)